# Tanaella dongo
Tanaella dongo is een naaldkreeftjessoort uit de familie van de Tanaellidae. De wetenschappelijke naam van de soort is voor het eerst geldig gepubliceerd in 2005 door Bamber.